# Віта та Вірджинія
«Віта та Вірджинія» (англ. Vita & Virginia) — біографічна мелодрама спільного виробництва Великої Британії та Ірландії. Фільм розповідає про дружні та романтичні стосунки британських письменниць Віти Секвілл-Вест і Вірджинії Вулф. Світова прем'єра стрічки відбулась на Міжнародному кінофестивалі в Торонто 7 вересня 2018 року.

## У ролях
| Актор                | Роль              |
| -------------------- | ----------------- |
| Джемма Артертон      | Віта Секвілл-Вест |
| Елізабет Дебікі      | Вірджинія Вулф    |
| Руперт Пенрі-Джонс   | Гарольд Нікольсон |
| Ґетін Ентоні         | Клайв Белл        |
| Пітер Фердінандо     | Леонард Вулф      |
| Ізабелла Росселліні  | леді Секвілл      |
| Нейтан Стюарт-Джарет | Ральф Партрідж    |
| Емеральд Феннел      | Ванесса Белл      |
| Адам Гіллен          | Дункан Грант      |
| Карла Кром           | Дороті Веллслі    |
| Рору Флек Бірн       | Джеффрі Скотт     |

## Створення фільму

### Виробництво
30 червня 2016 року стало відомо, що режисерка Чанія Баттон почне працювати над біографічною стрічкою про Віту Секвілл-Вест і Вірджинію Вулф. Зйомки фільму почались у вересні 2017 року в Дубліні, Ірландія.

### Знімальна група
- Кінорежисер — Чанія Баттон
- Сценарист — Ейлін Аткінс, Чанія Баттон
- Кінопродюсер — Еванжело Кіоуссіс, Кейті Голлі
- Композитор — Ісобел Воллер-Брідж
- Кінооператор — Карлос Де Карвало
- Кіномонтаж — Марк Тренд
- Художник-постановник — Наом Пайпер
- Артдиректор — Наталі О'Коннор, Нілл Трейсі
- Художник-декоратор — Терез О'Лірі
- Підбір акторів — Колін Джонс[4]